# Georges Rigal
Georges Rigal   (18è districte de París, 6 de gener de 1890 - Saint-Maur-des-Fossés, 25 de març de 1974) va ser un waterpolista i nedador francès que va competir durant les dècades de 1910 i 1920.
El 1912 va prendre part en els Jocs Olímpics d'Estocolm, on va disputar la prova dels 100 metres lliures del programa de natació. En ella quedà eliminat en sèries. En aquests mateixos Jocs fou cinquè en la competició de waterpolo. Dotze anys més tard, als Jocs de París, va guanyar la medalla d'or en la competició de waterpolo.